# André Gueslin
André Gueslin, né le 19 janvier 1950 à Rouvres-en-Xaintois dans les Vosges, mort le 22 décembre 2023 à Paris, est un historien français.
Il a été professeur d'histoire sociale contemporaine à l'Université Sorbonne-Paris-Cité de 1993 à 2014 (laboratoire ICT) puis professeur émérite depuis cette date. Il a enseigné auparavant aux universités Nancy-II (1978-1987) et Clermont-Ferrand-II (1987-1993). Agrégé d'histoire (1973), il est titulaire d’un doctorat ès lettres avec une thèse sur les origines du Crédit agricole, soutenue sous la direction de Pierre Barral le 4 juin 1977, et d’un doctorat de science politique (Histoire, 1978).

## Activités
Ses travaux portent sur l’histoire bancaire (Crédit agricole, Crédit mutuel et Caisses d’épargne), sur l’économie sociale, sur l’histoire sociale (en particulier l’histoire des plus pauvres et de l'exclusion sociale). Il poursuit ses travaux sur la question des représentations, notamment de l'Argent (Les peurs de l’argent dans la France d’après 1945, Paris, Classiques Garnier, 2017) et de la grande pauvreté (D'ailleurs et de nulle part : Mendiants, vagabonds, clochards, SDF en France depuis le Moyen Age, Fayard , 2013).

## Principales publications

### Ouvrages personnels
- Les Origines du Crédit agricole, PU Nancy, 1977.
- Le Crédit mutuel. De la caisse rurale à la banque sociale, COPRUR Strasbourg, 1982, 461 p.
- Histoire des Crédits agricoles, Paris, Economica, 1984. Tome I : L'envol des Caisses mutuelles (1910-1960), 955 p. et tome II : Vers la banque universelle ? (depuis 1960), 463 p.
- « Le Crédit agricole », Collection Repères, no 31, Paris, La Découverte, 1985,.
- L'Invention de l'économie sociale. Le XIXe siècle français, Paris, Economica, 1987, 340 p., épuisé.
- L'Économie ouverte 1948-1990 (tome 4 de la Nouvelle Histoire économique de la France contemporaine), Repères, no 79, Paris, La Découverte, 1989.
- Limagrain. De la Limagne à la Californie, Clermont-Ferrand, Edit. Limagrain, 1992.
- L'État, l'économie et la société française XIXe-XXe, Paris, 1992, 2e édition 1995, 3e édition 1997, 4e édition 2003, Hachette Supérieur, 249 p.
- Gens pauvres, pauvres gens dans la France du XIXe siècle, Paris, Aubier, 1998, 316 p.
- Les gens de rien. Une histoire de la grande pauvreté dans la France du XXe siècle, Paris, Fayard, 2004, 457 p.
- Mythologies de l'argent : essai sur l'histoire des représentations de la richesse et de la pauvreté dans la France contemporaine (XIXe – XXe siècles), Paris, Economica, coll. « Économies et sociétés contemporaines », 2007, 124 p. (ISBN 978-2-7178-5363-6, présentation en ligne), [présentation en ligne].
- Une histoire de la grande pauvreté dans la France du XXe siècle, Paris, Fayard/Pluriel, 2013, 490 p.
- D'ailleurs et de nulle part : Mendiants, vagabonds, clochards, SDF en France depuis le Moyen Age, Fayard , 2013, 543 p.
- Les peurs de l’argent dans la France d’après 1945, Paris, Classiques Garnier, 2017, 239 p.
- Enface volée : le travail des enfants au XIXe siècle, Paris, L'Harmattan, 2022, 282 p.

### Direction et codirection d'ouvrages
- Nouvelle Histoire économique de la France Contemporaine, Paris, Repères / La Découverte, 4 tomes, 1989-1998.
- De Vichy au Mont-Mouchet. L'Auvergne en Guerre 1939-1945, Clermont-Ferrand, 1991.
- De la Charité médiévale à la Sécurité sociale (direction et préface en collaboration avec P.Guillaume), Paris, 1992.
- Michelin, les hommes du pneu. Les Ouvriers Michelins à Clermont-Ferrand (1889-1940), tome 1, Paris, 1993.
- Les hommes du pneu. Les Ouvriers Michelins (1940-1980), tome 2, Paris, Éditions de l'Atelier, 1999.
- Les facs sous Vichy, Clermont-Ferrand, 1994, 371 p.
- Démocratie, solidarité et mutualité. Autour de la loi de 1898 (codirection avec Michel Dreyfus et Bernard Gibaud), Paris, Economica, 1999.
- Les Exclus en Europe 1830-1930 (direction avec Dominique Kalifa), Paris, 1999, 480 p.
- En collaboration avec H-J. Stiker, direction de Handicaps, pauvreté et exclusions en France au XIXe siècle, Paris, 2003, Editions de l’Atelier, 270 p.
- Les sources historiques des Caisses d’épargne, Paris, 2007, 177 p.
- En collaboration avec H-J. Stiker, direction de Les maux et les mots de la précarité et de l’exclusion en France au XXe siècle, Paris, 2012, L’Harmattan, 214 p.